# Tubastraea tagusensis
Espèce
Statut CITES
Tubastraea tagusensis est une espèce de coraux appartenant à la famille des Dendrophylliidae.